# Joule par mole
En calorimétrie, le joule par mole (symbole : J/mol) est l'unité SI d'énergie molaire (énergie contenue dans une mole). L'énergie est mesurée en joules et la quantité de matière est mesurée en moles. La division par le nombre de moles facilite la comparaison entre des processus qui impliquent des quantités différentes de matière.
Étant donné que 1 mole = 6,022 14 × 1023 particules (atomes, molécules, ions, etc.), 1 joule par mole vaut 1 joule par 6,022 14 × 1023 particules. L'énergie par chaque particule est alors 1 joule divisé par 6,022 14 × 1023, soit 1,660 54 × 10−24 joule par particule. Cette très petite quantité d'énergie est souvent exprimée dans une unité plus petite telle que l'électronvolt (eV, voir plus loin).
L'unité joule par mole est souvent employée pour quantifier l'énergie impliquée dans les réactions chimiques ou lors des transitions de phase. Dans ces divers exemples toutefois, l'utilisation du kilojoule par mole (kJ mol−1) est plus pratique que le joule par mole, car les quantités sont souvent de l'ordre du millier de joules par mole. Par exemple, les enthalpies de fusion et de vaporisation sont généralement de l'ordre de 10 kJ mol−1, les énergies de liaison sont de l'ordre de 100 kJ mol−1 et les énergies d'ionisation sont de l'ordre de 1 000 kJ mol−1.
1 kJ mol−1 vaut 0,239 kcal mol−1 ou 1,04 × 10−2 eV par particule. On peut aussi écrire que 1 kJ mol−1 divisée par 96,485 33 = 1 eV. À la température standard (25 °C, ou 298,15 K) 1 kJ mol−1 égale 0,403 4 kT.